# Pauline Ferrand-Prévot
Pour les articles homonymes, voir Ferrand et Prévot.
Pauline Ferrand-Prévot, née le 10 février 1992 à Reims (Marne), est une coureuse cycliste française polyvalente, engagée sur des épreuves de cyclisme sur route, cyclo-cross, gravel et VTT cross-country.
En 2014, elle devient la première Française à être championne du monde sur route depuis Jeannie Longo en 1995. Elle remporte la même année le titre mondial sur le relais mixte VTT. En 2015, elle remporte les titres mondiaux en cyclo-cross et VTT cross-country, et devient ainsi à 23 ans la première cycliste de l'histoire, hommes et femmes confondus, à détenir simultanément un titre mondial sur les trois disciplines.
De 2017 à 2020, elle court sous les couleurs de l'équipe Canyon-SRAM Racing avant de rejoindre en 2021 l'équipe Absolute Absalon BMC dirigée par Julien Absalon.
Après plusieurs années difficiles, elle remporte huit nouveaux titres mondiaux en VTT entre 2019 et 2023. En octobre 2022, elle signe chez Ineos Grenadiers pour deux ans. Ce même mois, elle est vainqueure du premier championnat du monde de gravel, portant son total à 15 médailles d'or aux championnats du monde chez les élites. Elle compte également 27 titres de championne de France et trois titres de championne du monde junior (moins de 19 ans), toutes disciplines confondues.
Pauline Ferrand-Prévot est sacrée championne olympique de cross-country en 2024 à Paris.
En 2025, elle décide de ne se consacrer qu'à la route sous les couleurs de l'équipe Visma-Lease a Bike. Elle y effectue un retour gagnant en remportant Paris-Roubaix et le Tour de France dès sa première participation dans les deux épreuves.

## Biographie

### Début de carrière (2005-2008)
Entre 2005 et 2008, Pauline Ferrand-Prévot participe aux courses avec les cadettes (moins de 17 ans) qu'elle domine régulièrement, elle s'adjuge 4 titres et deux deuxièmes places en six championnats de France sur route et VTT.

### Triple championne du monde chez les juniors (2009-2010)
En juillet 2009, elle prend part aux championnats d'Europe sur route en tant que junior première année. Le 2 juillet, elle gagne de justesse le titre de championne d'Europe du contre-la-montre juniors, en devançant d'une seconde l'Ukrainienne Hanna Solovey. Elle prend quatre jours plus tard la troisième place de la course en ligne lors d'un sprint à six. Le 8 juillet, elle participe aux championnats d'Europe de cross-country juniors. Elle remporte en solitaire la course, s'octroyant au passage son deuxième titre européen en moins de 10 jours dans deux disciplines différentes. Elle participe ensuite aux championnats du monde sur route juniors à Moscou. Elle remporte la médaille d'argent le 7 août sur l'épreuve du contre-la-montre derrière Hanna Solovey qui a pris sa revanche du championnat d'Europe. Deux jours après, lors de la course en ligne, elle s'incline lors d'un sprint à deux face à l'Italienne Rossella Callovi, mais prend une nouvelle médaille d'argent. Elle remporte fin août à Vendôme, les deux épreuves du championnat de France sur route juniors.
Le 2 septembre, elle s'adjuge en solitaire son premier titre mondial lors du championnat du monde de cross-country juniors. Elle réalise ainsi le doublé championnat d'Europe-championnat du monde en VTT chez les juniors. En octobre, elle ajoute le Chrono des Nations juniors à son palmarès de cette première saison en tant que juniors.
Elle commence sa saison 2010 par les compétitions de cyclo-cross. Chez les féminines, il n'y a pas de catégorie juniors, ainsi Pauline Ferrand-Prévot court avec les élites et les espoirs. Elle prend la troisième place du championnat de France lors d'un sprint à quatre. Le titre revient à Caroline Mani devant Christel Ferrier-Bruneau. Elle termine le 31 janvier huitième du championnat du monde de cyclo-cross à plus de 2 minutes de la Néerlandaise Marianne Vos. Après la saison de cyclo-cross, elle remporte sur route le 5 avril le Prix de la Ville de Pujols, une des manches de la Coupe de France féminine sur route. Elle s'adjuge le 13 juin le classement final de la coupe de France juniors. Entre-temps, elle remporte une étape du Circuit de Borsele juniors qu'elle termine à la quatrième place.
En parallèle elle participe avec réussite aux épreuves de la Coupe du monde de VTT juniors, puisqu'elle remporte la manche d'Offenbourg et termine deuxième de celle de Houffalize. S'ensuit une période très fructueuse pour la Française entre juillet et septembre. À la mi-juillet aux championnats d'Europe, elle doit se contenter à chaque fois des médailles d'argent, battue par Solovey lors de l'épreuve chronométrée et par la supériorité des italiennes sur l'épreuve en ligne. Elle arrive revancharde et motivée aux championnats du monde sur route juniors à Offida en Italie. Elle termine une nouvelle fois deuxième du contre-la-montre derrière Solovey. Finalement, elle remporte le titre en ligne le 8 août en battant au sprint ses trois adversaires. Elle précède de quelques heures la victoire d'Olivier Le Gac chez les juniors masculins. Elle réalise une dizaine de jours plus tard, un nouveau doublé aux championnats de France. Le 1er septembre, elle participe avec le statut de favorite et de tenante du titre aux championnats du monde de VTT juniors à Mont-Sainte-Anne au Canada. Durant la course, elle est néanmoins mise en difficulté par la Suissesse Jolanda Neff, auteur d'un départ rapide et qui compte une avance confortable à la mi-course. La Française profite de l'abandon de Neff, victime d'un coup de chaud, pour conserver son titre en solitaire. Elle devient ainsi la deuxième cycliste, après la Britannique Nicole Cooke, à réussir le doublé la même année Championnat du monde sur route et de VTT dans la catégorie Juniors.

### 2011-2013: les débuts chez les professionnelles

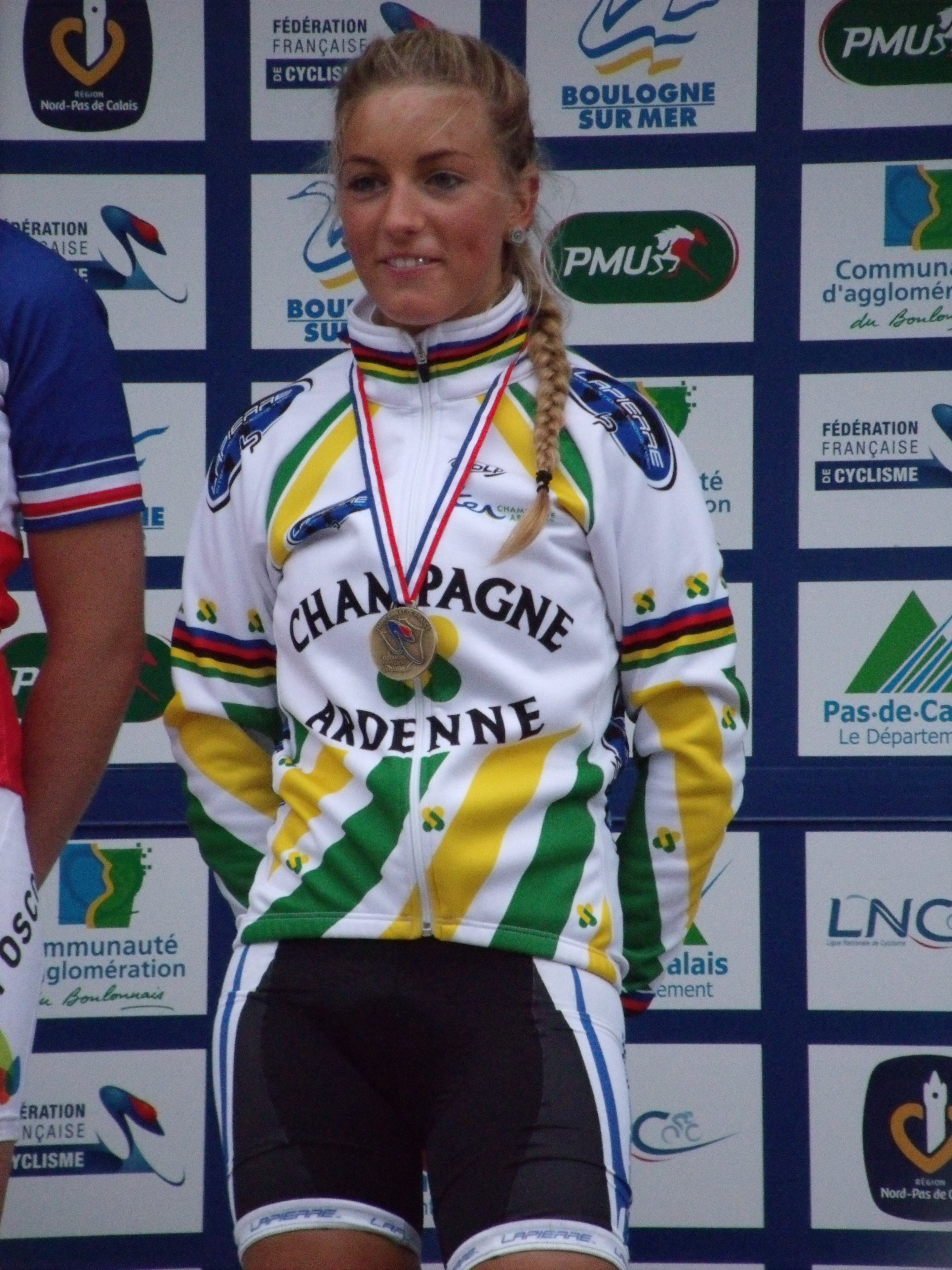
Pauline Ferrand-Prévot lors du championnat de France sur route 2011.

La saison 2011 débute avec une deuxième place au championnat de France de cyclo-cross. Elle est devancée au sprint par Caroline Mani, tenante du titre. Fin janvier, elle prend la huitième place du championnat du monde de cyclo-cross, égalant son résultat de 2010.
La saison de cyclo-cross terminée, elle est ensuite sélectionnée avec l'équipe de France pour participer au Trofeo Alfredo Binda-Comune di Cittiglio, première manche de la coupe du monde sur route 2011. Pour sa première épreuve de ce niveau, elle prend une neuvième place. Après une quatrième place sur Halle-Buizingen, elle termine septième de la Flèche wallonne féminine au sommet du Mur de Huy, une autre épreuve Coupe du monde. Par la suite, en mai, elle participe à deux manches de la coupe du monde de VTT espoirs qu'elle remporte à chaque fois en solitaire. Pauline tient visiblement à multiplier les disciplines. Elle déclare vers la mi-mai à ce sujet vouloir continuer à doubler route et VTT pendant au moins deux saisons encore. Après une victoire en Coupe de France lors du Prix des communes de Nogent-l'Abbesse, elle arrive diminuée (en raison d'une maladie) fin juin, pour disputer les championnats de France sur route, mais elle prend malgré tout deux médailles chez les espoirs. Elle participe et remporte ensuite en juillet les deux manches nord-américaines de la coupe du monde de VTT espoirs. Il s'agit de ses troisième et quatrième victoires en autant de courses.
Fin juillet à un an des Jeux olympiques de Londres, elle termine quinzième de la course VTT des pré-olympiques de Londres. Victime d'un coup de chaud alors qu'elle jouait la médaille de bronze, elle abandonne lors du championnat d'Europe de VTT espoirs remportée par sa compatriote Julie Bresset. Le 20 août, grâce à sa deuxième place à Val di Sole, elle remporte le classement général espoirs de la Coupe du monde de VTT. Quelques jours plus tard, toujours dans la catégorie des moins de 23 ans, elle termine troisième du championnat du monde remporté par sa compatriote Julie Bresset.
Elle reprend ensuite la saison de cyclo-cross, avec comme objectif les championnats de France. Le 6 novembre 2011, elle remporte la médaille de bronze du championnat d'Europe de cyclo-cross, puis dans la foulée elle gagne sa première manche du Challenge national à Rodez.
Fin novembre, l'équipe Rabobank, appelée par la suite Stichting Rabo Women, annonce son arrivée pour les saisons 2012 et 2013. Son contrat dans le Team Lapierre courant jusqu'à fin 2012 est donc prématurément rompu. Pour sa course de rentrée, elle termine cinquième du Circuit Het Nieuwsblad féminin.
Le 15 avril 2012, elle obtient son premier podium en coupe du monde de VTT élite lors de la deuxième manche de la Coupe du monde de VTT 2012 à Houffalize, en terminant quatrième. Grâce à ses bons résultats en coupe du monde, elle est sélectionnée pour l'épreuve de VTT aux Jeux olympiques de Londres.
Le 21 juin 2012, à Saint-Amand-les-Eaux, elle remporte son premier championnat de France élite, en contre-la-montre sur une distance de 26,8 kilomètres qu'elle boucle en 36 minutes et 55 secondes, reléguant sa dauphine, Audrey Cordon à 17 secondes. Elle remporte aussi le titre en espoirs. Le 14 juillet, elle termine quatrième du championnat de France de VTT, mais s'adjuge le titre en espoirs.
Jusque-là entraînée par Gérard Brocks, également entraîneur de Julien Absalon, elle décide de changer d'entraîneur durant l'hiver 2013-2014 en raison de leur divergence d'opinion sur la nécessité d'une spécialisation.

### 2014: double championne du monde en VTT et sur route

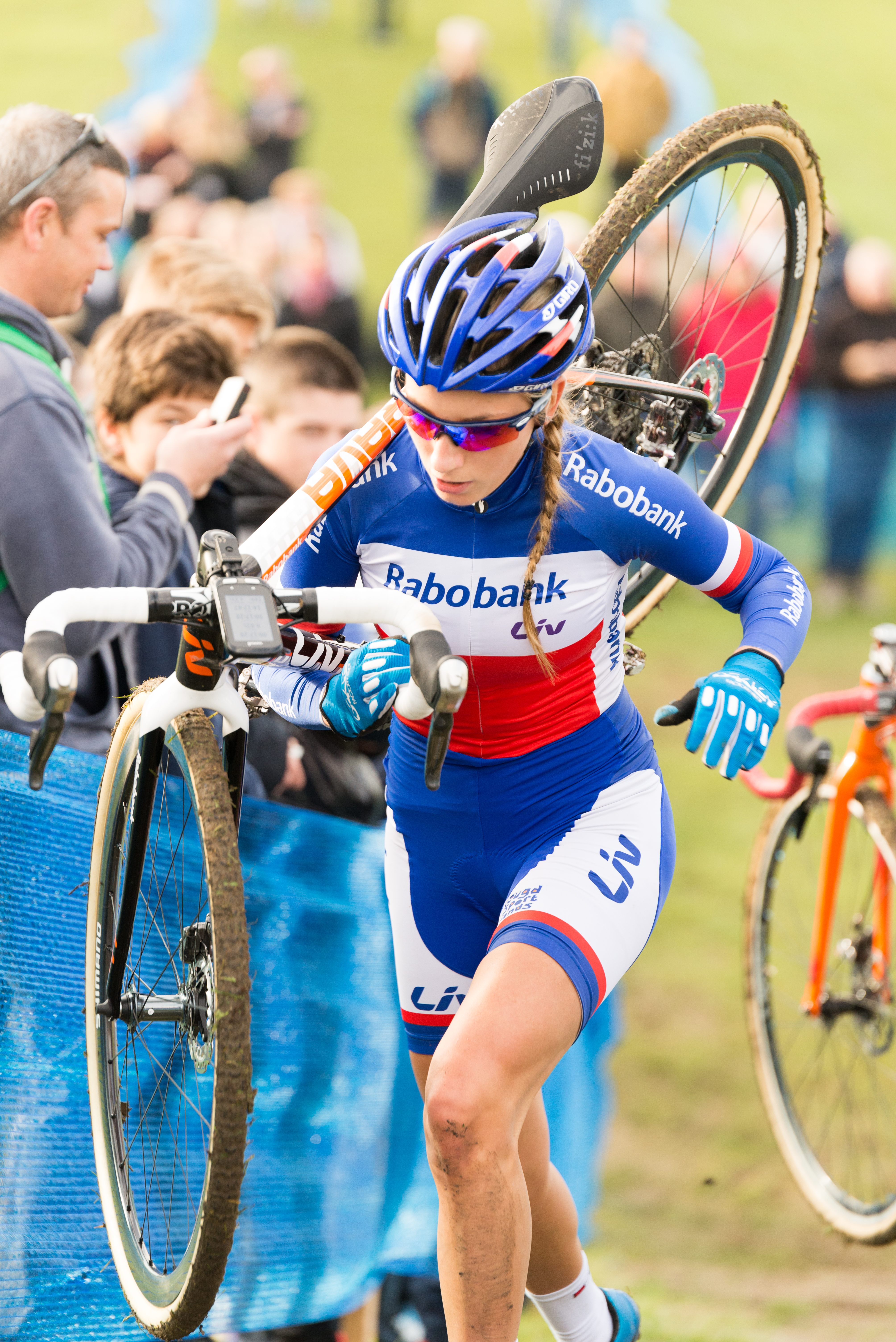
En 2014, lors du Cyclo-cross international de Dijon.

En début de saison, elle devient pour la première fois championne de France de cyclo-cross. Fin mars, pour sa course de reprise, elle termine cinquième au sprint du Trofeo Alfredo Binda-Comune di Cittiglio, épreuve comptant pour la Coupe du monde.
Le 23 avril 2014, elle remporte la Flèche wallonne devant Elizabeth Armitstead et Elisa Longo Borghini. Elle est seulement la deuxième Française à remporter une épreuve de Coupe du monde, après celle de Sonia Huguet en 2004.
Deuxième du Tour d'Italie en juillet 2014, dont elle a été devancée de seulement 15 secondes par sa coéquipière et leader Marianne Vos, elle devient la deuxième Française a monter sur le podium du Giro féminin, après la victoire de Catherine Marsal en 1990. Elle ajoute également une victoire sur l'Emakumeen Euskal Bira, la première sur une course par étapes.
Le 19 juillet 2014, jour de son succès en VTT, elle devient la première Française à cumuler quatre titres nationaux lors d'une même saison (course en ligne sur route, contre-la-montre, cyclo-cross et VTT). Elle compte également deux victoires sur des manches élites de la Coupe du monde de VTT, alors qu'elle pourrait concourir chez les espoirs. Elle se classe finalement dixième de la Coupe du monde de VTT. Après un titre au championnat d'Europe de VTT espoirs (devant la Suissesse Jolanda Neff) et un premier titre mondial sur le relais mixte, elle est annoncée comme la favorite du championnat du monde de cross-country espoirs. Cependant, victime de deux bris de chaîne, elle doit se contenter de la huitième place.
En fin de saison, elle participe au triplé de son équipe Rabo Liv en terminant troisième du Grand Prix de Plouay, dernière manche de la Coupe du monde sur route. Elle termine sixième du classement général de la compétition.
Le 27 septembre 2014, 19 ans après Jeannie Longo, elle devient championne du monde de cyclisme sur route à Ponferrada, en Espagne,,. En fin de saison, elle termine deuxième du Vélo d'or français entre Jean-Christophe Péraud et le pistard François Pervis. Elle est également élue par la revue américaine VeloNews, « cycliste internationale de l'année » et elle est classée parmi les Français les plus influents dans le monde par le magazine Vanity Fair. Elle est sacrée Championne des championnes françaises par L'Équipe.
Elle reprend la saison internationale de cyclo-cross par deux podiums en Belgique et une victoire sur la dernière manche de la Coupe de France. Elle vise les championnats de France et du monde de la spécialité,.

### 2015: titres mondiaux en cyclo-cross et en VTT

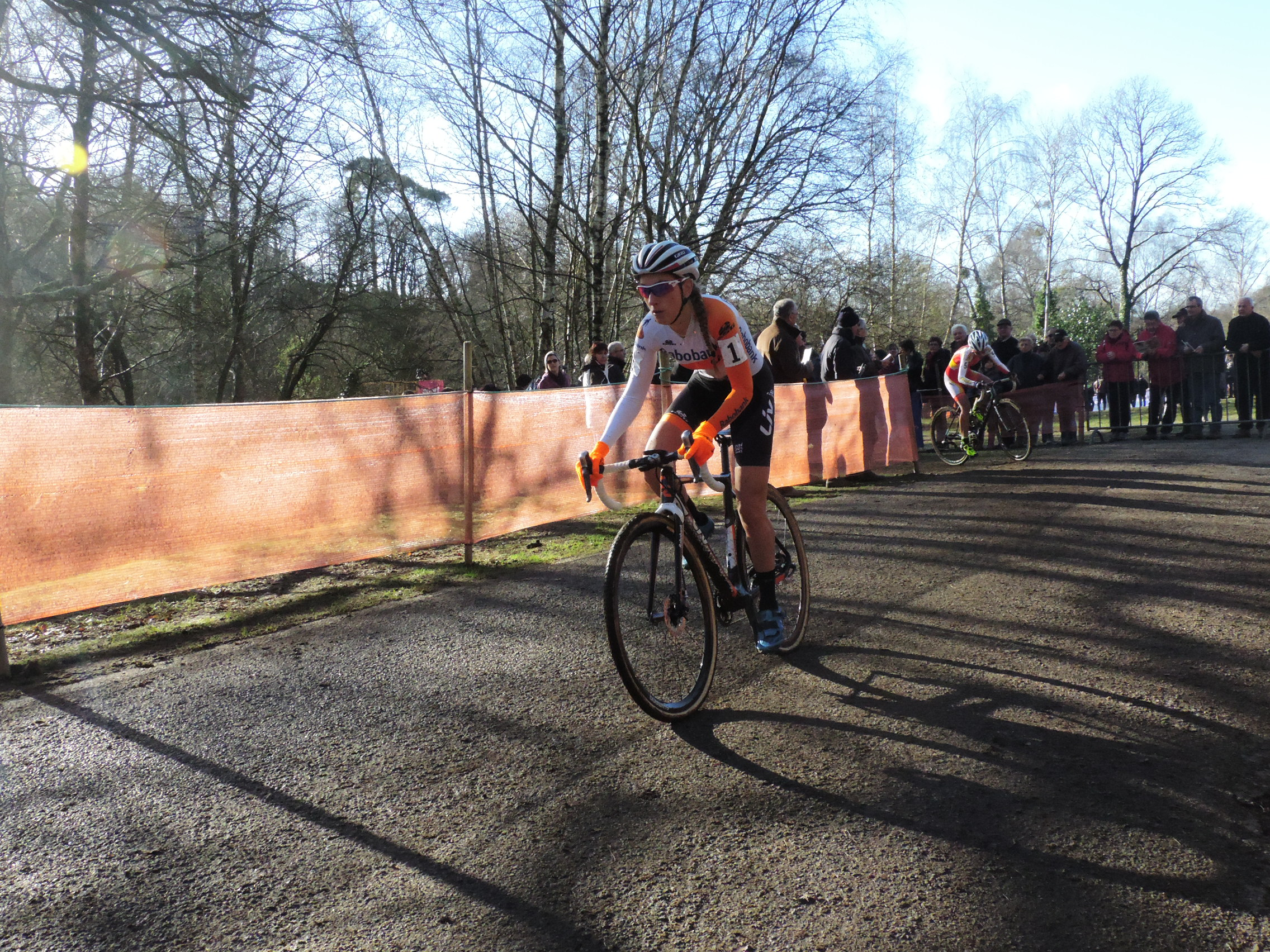
En 2015, lors des Championnats de France de cyclo-cross à Pontchâteau.

Après avoir réalisé son premier podium en coupe du monde de cyclo-cross, elle devient pour la deuxième année consécutive championne de France de cyclo-cross. À une semaine des mondiaux, elle décroche un nouveau podium lors de la manche finale de la Coupe du monde à Hoogerheide. Le 31 janvier, elle décroche le titre mondial en cyclo-cross. Elle s'impose au sprint devant la Belge Sanne Cant. Sa coéquipière en équipe de marque Marianne Vos, septuple championne du monde de la spécialité, complète le podium.
Comme l'année précédente, elle effectue sa reprise sur route lors du Trofeo Alfredo Binda-Comune di Cittiglio, deuxième manche de la coupe du monde. Elle se classe deuxième au sprint derrière Elizabeth Armitstead. En juin, elle annonce souffrir d'une sciatique qui l'a handicapée sur le début de saison. Cette pathologie, qui lui permet de se rendre compte qu'elle a la jambe gauche plus courte que la droite, l'amène à compenser cette différence de longueur et l'amène à alléger son volume d'entraînement. Cette période marque également dans son équipe l'affirmation comme chef de file d'Anna van der Breggen, Pauline Ferrand-Prévot déclarant se trouver « esseulée ». Elle reprend la compétition aux championnats de France sur route, où elle conserve son titre sur la course en ligne, mais perd celui sur le contre-la-montre, où elle se classe troisième.
Au Tour d'Italie, elle se classe neuvième du prologue. Sur la deuxième étape, elle n'est pas présente dans le groupe de tête et perd près de deux minutes sur les leaders. Sur la cinquième étape, alors que le peloton est encore groupé dans l'ascension finale, elle attaque à deux kilomètres de l'arrivée pour s'imposer seule. Elle se classe neuvième le lendemain et se trouve dans le deuxième groupe de poursuivant sur la septième étape. Elle prend la neuvième place du contre-la-montre de l'étape suivante. Elle termine ensuite huitième de l'arrivée au sommet de la dernière étape. Elle est sixième du classement général et deuxième du classement de la meilleure jeune derrière sa coéquipière Katarzyna Niewiadoma. En août, elle entame ensuite sa saison de VTT avec l'objectif de décrocher un troisième titre mondial sur trois disciplines différentes. Elle termine troisième de la manche de Coupe du monde de Mont-Sainte-Anne, puis remporte la manche de Windham avec plus d'une minute d'avance. De retour sur route, elle est victime d'une chute (comme en 2014) dans le dernier kilomètre de La course by Le Tour de France, puis se classe à nouveau troisième du Grand Prix de Plouay, dernière manche de la Coupe du monde sur route. Aux mondiaux de VTT, elle conserve son titre de championne du monde du relais mixte (avec Jordan Sarrou, Antoine Philipp et Victor Koretzky), puis devient championne du monde de cross-country avec une minute d'avance, après avoir dominé toute la course. À 23 ans, elle détient donc simultanément le maillot arc-en-ciel de championne du monde sur route, de cyclo-cross et de VTT, une première dans l'histoire du cyclisme, hommes et femmes confondus,. En fin de saison, elle se classe sixième des mondiaux sur route. Elle fait partie du groupe qui se joue la victoire au sprint, mais ne parvient pas à remonter ses adversaires. Fin novembre, elle est victime d'une fracture du plateau tibial, ce qui l'empêche de participer à la saison de cyclo-cross avec le maillot de championne du monde.
Le 24 décembre, elle est élue pour la deuxième année consécutive championne des championnes française. Elle est étudiante à l'université de Savoie.

### 2016: une saison gâchée par les blessures

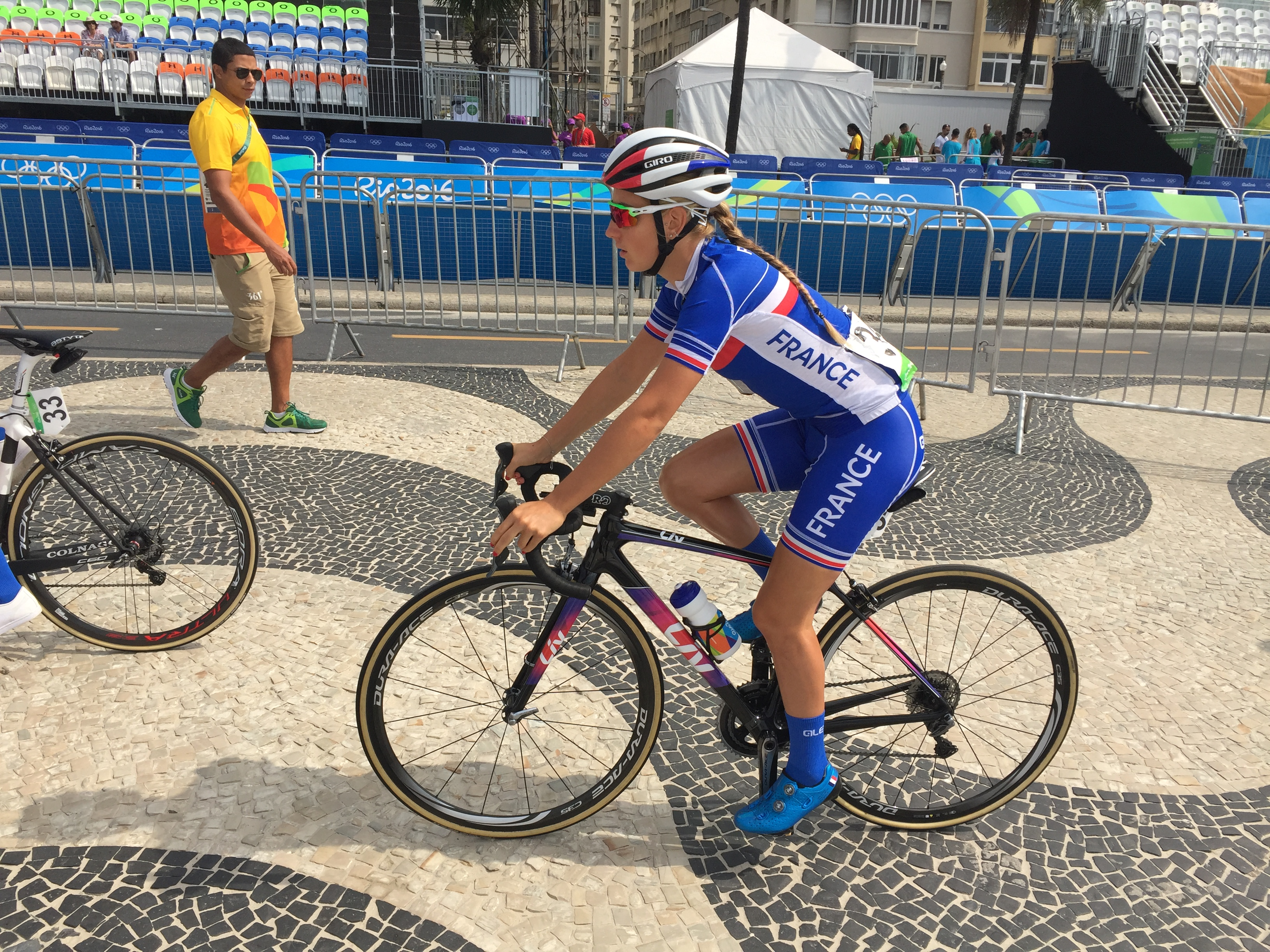
Ferrand-Prévot lors des Jeux olympiques 2016.

Sa saison 2016 est marquée par de nombreuses blessures - notamment une sciatique - qui l'empêche de retrouver son niveau. Elle change d’entraîneur en cours de saison et se sépare de Yvan Clolus pour retrouver Gérard Brocks. Malgré son état de forme qui la force à abandonner deux manches de Coupe du monde VTT, elle est sélectionnée pour représenter la France aux Jeux olympiques, à la fois en VTT et sur route. Elle termine 26e de la course en ligne et abandonne la course VTT, puis décide de mettre un terme à sa saison. Fin septembre, elle annonce sa signature au sein de l'équipe Canyon-SRAM Racing à partir de 2017.

### 2017-2018: deux saisons difficiles
En 2017, elle est à nouveau championne de France de cross-country. Elle obtient également aux mondiaux de VTT deux médailles de bronze, sur le cross-country et le relais mixte. Sur route, elle est huitième de l'Amstel Gold Race et deuxième du Grand Prix de Plouay, deux manches de l'UCI World Tour.
En janvier 2018, elle est pour la troisième fois championne de France de cyclo-cross. En juillet, elle est sacrée championne de France de VTT pour la cinquième fois devant Lucie Urruty et Julie Bresset. Quelques jours auparavant, elle terminait quatrième de la septième étape de la Coupe du monde de VTT à Val di Sole. Le mois suivant, aux Championnats d'Europe de VTT 2018 à Glasgow, elle prend la médaille d'argent en cross-country derrière la Suissesse Jolanda Neff et devant la Belge Githa Michiels. Lors des Championnats du monde de VTT 2018 à Lenzerheide (Suisse) un mois plus tard, elle abandonne en pleine course l'épreuve individuelle de cross-country lors du troisième (sur sept) tour alors qu'elle est en 22e position,.
Le 29 novembre, elle annonce sur sa page Facebook avoir fait des examens ayant révélés un problème de pression artérielle dans sa jambe gauche, qui pourrait expliquer ses problèmes physiques et ses saisons précédentes difficiles. Se préparant aux Jeux olympiques d'été de 2020 à Tokyo, elle annonce se focaliser sur le VTT, délaissant la course sur route pour cette compétition. Elle annonce en décembre qu'elle souffre d'endofibrose iliaque côté gauche et à un degré moindre à droite. Fin janvier 2019, elle est finalement opérée à l'Hôpital de la Salpêtrière.

### 2019-2020: retour au haut niveau et titres mondiaux en VTT

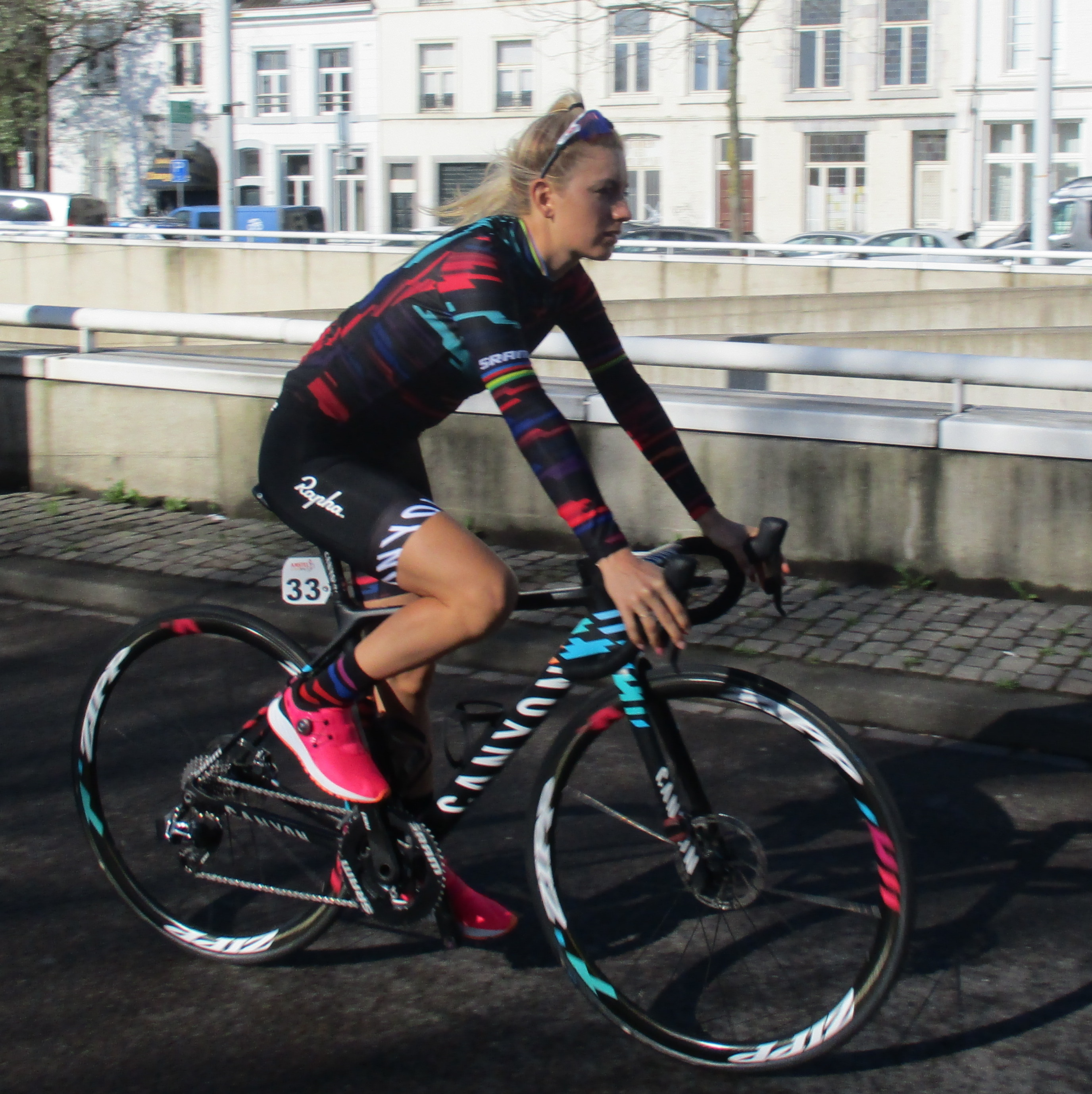
Pauline Ferrand-Prévot lors de l'Amstel Gold Race Ladies 2018.

Elle revient à la compétition en février 2019. Le 21 juillet, elle est sacrée championne de France de VTT à l'Alpe d'Huez en 1 h 21 min 39 s devant Lucie Urruty et Julie Bresset. C'est son 6e titre consécutif. Lors de l'étape de la Coupe du monde à Val di Sole, elle remporte sa première victoire internationale depuis 2015. Le 31 août 2019, elle remporte son quatrième titre de championne du monde lors des championnats du monde de VTT à Mont-Sainte-Anne (Québec), quatre ans après son dernier sacre. Trois semaines après ce titre, elle devient également championne du monde de VTT marathon, alors que c'est la première fois qu'elle participe à une course sur ce format. En octobre, elle se fracture le nez lors du test-event des Jeux olympiques 2020 à Izu. Elle a été élue Championne des championnes de l'année 2019 par la rédaction des sports d'Ouest-France .
Elle annonce arrêter provisoirement le cyclisme sur route en décembre 2019. Début janvier, elle doit à nouveau se faire opérer à la suite d'une endofibrose iliaque. En octobre, après un retour réussi dans une Coupe du monde de VTT raccourcie (une victoire et une troisième place en deux manches), elle conserve son titre de championne du monde de VTT à l'issue d'une course en solitaire où elle s'impose avec plus de trois minutes d'avance sur sa dauphine. La semaine suivante, elle devient pour la première fois championne d'Europe de la discipline.

### 2021: échec aux Jeux olympiques
Alors qu'elle faisait figure de favorite avec l'autre Française Loana Lecomte aux Jeux olympiques de Tokyo, Pauline Ferrand-Prévot glisse lors de l'épreuve de VTT, subit une crevaison au 3e tour de la course et termine 10e, la médaille d'or revenant à la Suissesse Jolanda Neff. Le 15 août à Novi Sad, elle conserve son titre de championne d'Europe de cross-country.

### 2022: saison historique avec quatre titres mondiaux

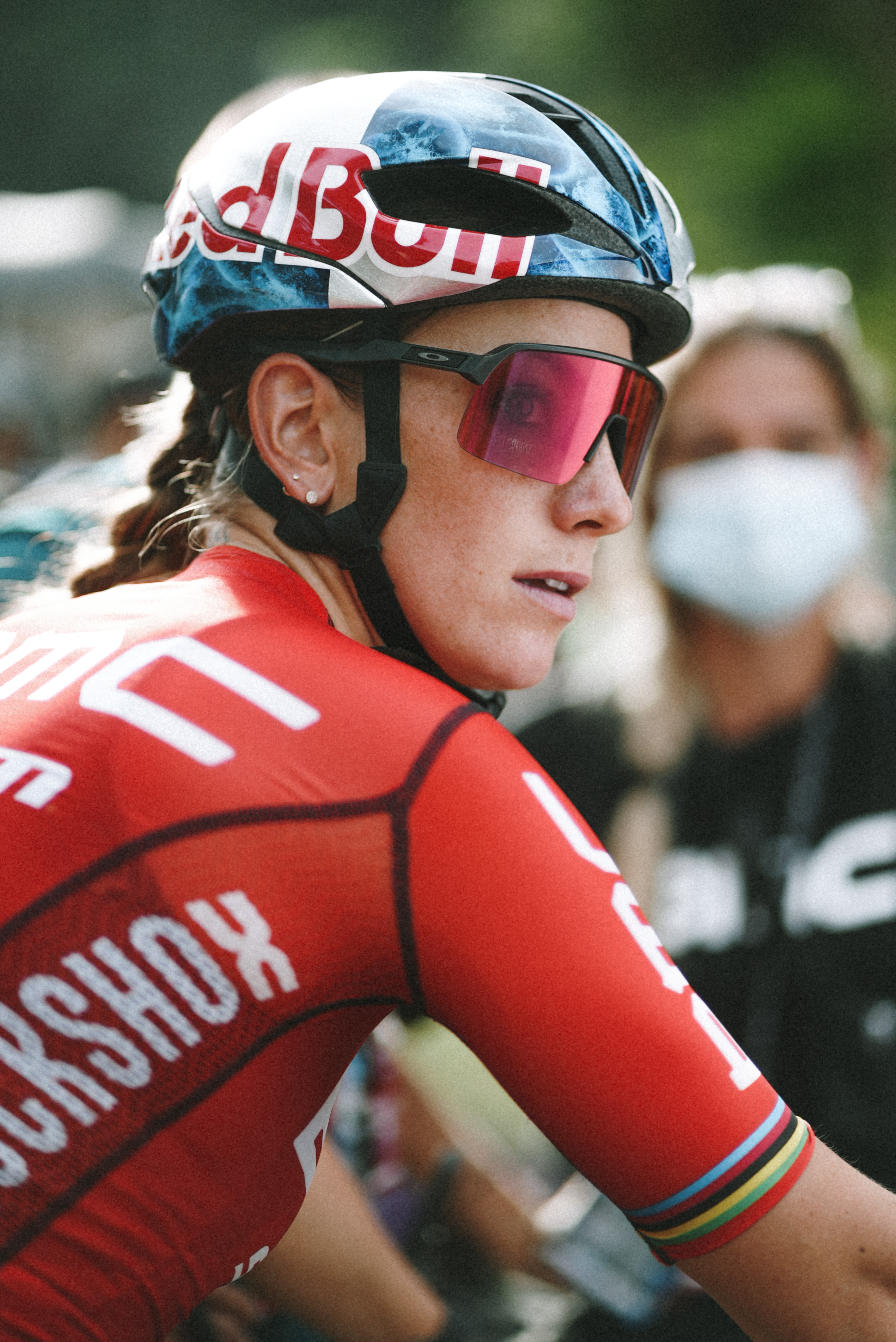
Pauline Ferrand-Prévot lors de la Coupe du monde de VTT à Pétropolis, au Brésil.

Lors des championnats d'Europe à Munich, Pauline Ferrand-Prévot est en tête au troisième des sept tours du circuit avec plus de 30 secondes d'avance sur Loana Lecomte. Elle subit alors un saut de chaîne, Lecomte la dépasse et prend à son tour plus de 30 secondes d'avance. Finalement, Ferrand-Prévot prend la deuxième place à 37 secondes de sa compatriote Lecomte.
La semaine suivante a lieu aux Gets, du 24 au 28 août, les championnats du monde. Le 26 août, elle s'aligne sur l'épreuve de short-track. Dans un premier temps à la lutte avec plusieurs concurrentes, dont l'Italienne Greta Seiwald et la Suissesse Alessandra Keller, elle accélère à 3 tours de l'arrivée pour s'imposer en solitaire. Le surlendemain, lors de l'épreuve de cross-country, elle triomphe à nouveau dans une course qu'elle domine du début à la fin. Il s'agit du quatrième sacre mondial en VTT cross-country pour Ferrand-Prévot, qui égale le record de la Norvégienne Dahle.
Le 4 septembre, à l'occasion de la dernière manche de la Coupe du Monde à Val di Sole en Italie, elle remporte l'épreuve de short track puis celle de cross-country devant Loana Lecomte.
Le 17 septembre, elle devient championne du monde de VTT marathon à Haderslev (Danemark), devançant la Britannique Annie Last et la Suissesse Jolanda Neff, elle décroche ainsi son troisième titre mondial en moins d'un mois.
Le 8 octobre, à la demande de son équipe BMC, elle participe à la première édition du championnat du monde de gravel, où elle s'impose devant Sina Frei à l'issue d'un sprint à deux. Il s'agit de son quatrième titre mondial de l'année. Le lendemain, elle s'aligne sur le Roc d'Azur. Sous une météo capricieuse, elle s'impose en solitaire sur un parcours de plus de 50 kilomètres se terminant à Fréjus. Les deuxième et troisième sont reléguées à près de 10 minutes.

### 2023: passage chez Ineos Grenadiers, record de titres mondiaux en cross-country
Pauline Ferrand-Prévot intègre la structure Ineos Grenadiers pour 2023 et 2024. Elle est la première femme à intégrer cette formation avec laquelle elle dispute la saison de cyclo-cross puis de VTT, avec en objectif un titre olympique en 2024. Au sein de cette structure, elle côtoie Tom Pidcock qui a le même objectif olympique et a accès aux entraînements et aux moyens dédiés à l'équipe masculine de cyclisme sur route.
Lors des championnats du monde, elle conserve tout d'abord son titre mondial en short-track avant de remporter son cinquième titre en cross-country, ce qui fait d'elle la détentrice du record de titres mondiaux dans cette discipline. Il s'agit de son quinzième titre mondial toutes disciplines confondues.
Elle a ensuite pour objectif de conserver son titre mondial en gravel en octobre. Prévoyant de participer à la fin du mois de septembre à la première édition des championnats d'Europe de la discipline, elle est contrainte d'y renoncer en raison d'un test positif au SARS-CoV-2. Affaiblie par le Covid-19, elle est également forfait pour les championnats du monde une semaine plus tard.

### 2024: titre aux Jeux olympiques
Le 9 mai, Pauline Ferrand-Prévot remporte le titre européen en cross-country short track. Elle s'impose devant Puck Pieterse et Nicole Koller. Trois jours plus tard, elle abandonne lors de l'épreuve de cross-country remportée par Pieterse. Gagnante à la fin du mois de mai de l'étape de Nove Mesto en cross-country olympique, elle s'impose également le 16 juin lors de la manche suivante, à Val di Sole. Quelques semaines avant les Jeux olympiques de Paris où elle vise le seul titre qui lui manque en VTT, elle annonce vouloir arrêter sa carrière en VTT après cette saison et à 32 ans revenir au cyclisme sur route.
Aux Jeux olympiques d'été de 2024 à Paris, elle figure à nouveau parmi les favorites de l'épreuve féminine de VTT cross-country disputée sur la colline d'Élancourt. Pauline Ferrand-Prévot fait la course en tête après quelques tours d'observation, poursuivie notamment par l'Américaine Haley Batten, et la Suédoise Jenny Rissveds. Elle remporte la médaille d'or, la seule qui manquait à son palmarès, avec près de trois minutes d'avance sur Batten, médaillée d'argent. Elle est avec Antoine Dupont porte-drapeau français lors de la cérémonie de clôture de ces Jeux.
Lors des championnats du monde de Pal Arinsal, Pauline Ferrand-Prévot est tout d'abord deuxième du cross-country short track, battue au sprint par Evie Richards. Elle est ensuite 14e du cross-country pour ce qui est sa dernière course dans la discipline. Elle est sélectionnée pour la course en ligne des championnats du monde sur route, participant ainsi pour la première fois depuis plusieurs années à une course de cyclisme sur route. Lors de cette course, disputée sous la pluie, elle est atteinte de vomissements après s'être ravitaillée. Distancée à environ 80 kilomètres de l'arrivée, elle abandonne 30 kilomètres plus loin. Elle déclare avoir « pris une claque » à cette occasion, contribuant à la motiver dans sa préparation hivernale préalable à son retour à plein temps au cyclisme sur route.

### 2025: retour à plein temps au cyclisme sur route, victoires sur Paris-Roubaix et le Tour de France

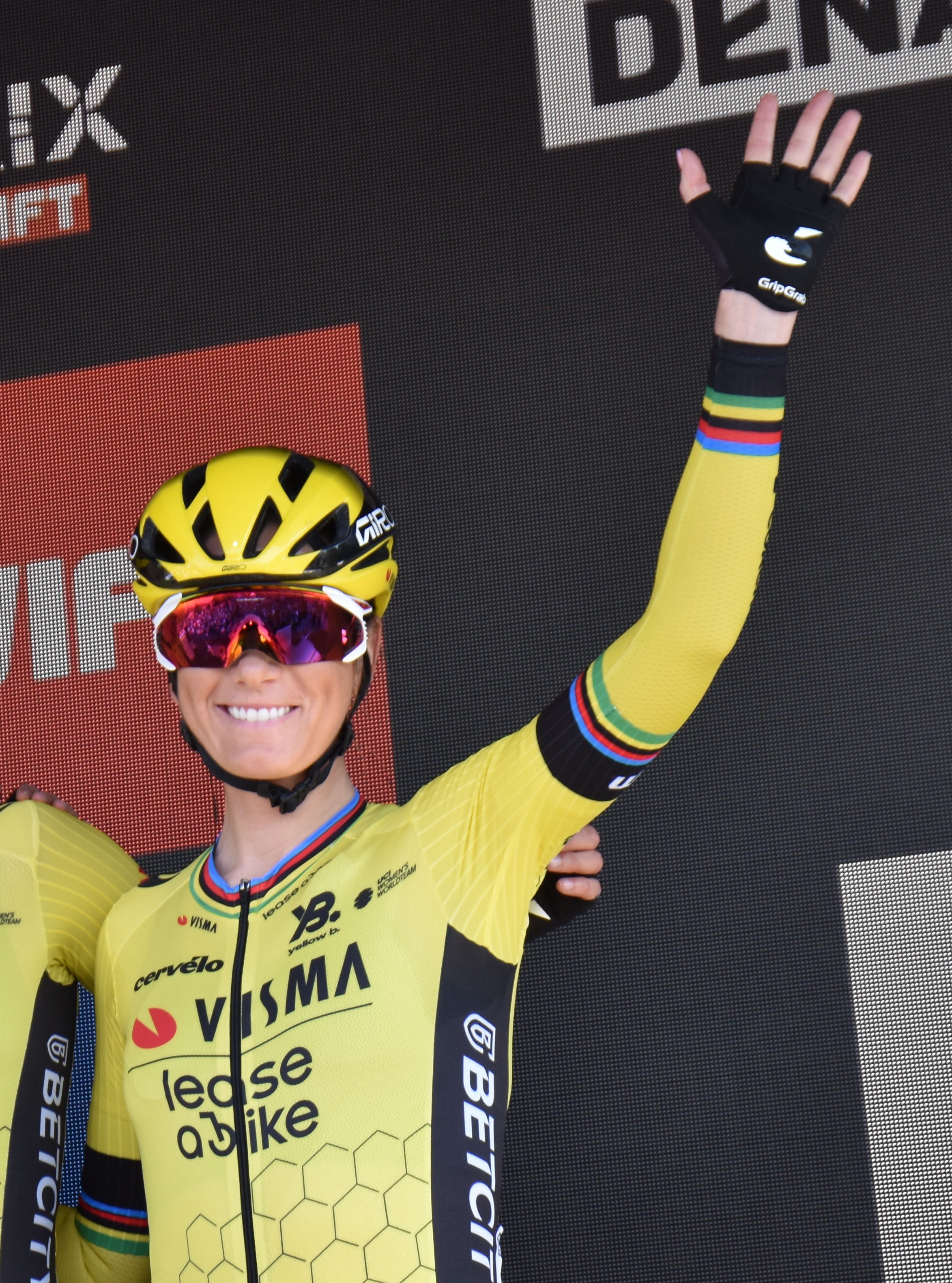
Au départ de Paris-Roubaix, qu'elle remportera.

Pauline Ferrand-Prévot entre en contact avec un dirigeant de l'équipe Visma-Lease a Bike à la fin de l'année 2023 dans l'optique d'un retour au cyclisme sur route. En août 2024, elle s'engage officiellement avec la formation néerlandaise avec un contrat de trois saisons. Elle souhaite découvrir Paris-Roubaix ainsi que le Tour de France qu'elle ambitionne de remporter à terme. Les Strade Bianche sont son premier objectif de l'année, son équipe ambitionnant ensuite pour elle un podium au Tour de France. Après avoir entamé sa saison en février lors du Tour des Émirats arabes unis, elle se classe en mars troisième de l'épreuve italienne, remportant le sprint du groupe de chasse derrière le tandem néerlandais Demi Vollering (gagnante)-Anna van der Breggen. Le 6 avril, elle est deuxième du Tour des Flandres, battue dans un sprint à quatre par la championne du monde Lotte Kopecky.
Le 12 avril, Pauline Ferrand-Prévot dispute pour la première fois Paris-Roubaix. Initialement présente en tant qu'équipière pour Marianne Vos, elle est tout d'abord distancée à 54 kilomètres de l'arrivée à la suite d'une chute. De retour sur le groupe des favorites, elle attaque à 25 kilomètres de l'arrivée, rejoint et distance Emma Norsgaard Bjerg alors seule en tête puis s'impose en solitaire, devenant ainsi la première Française à remporter cette course,,. Avec cette victoire, elle met également fin à 28 ans de disette pour le cyclisme tricolore : aucun Français n'avait levé les bras sur le vélodrome de Roubaix depuis Frédéric Guesdon en 1997,.
Elle aborde le Tour d'Espagne, son premier grand tour depuis son retour sur route, en tant que cheffe de file de son équipe. Elle voit cette course comme une « expérience clé » dans le cadre de sa préparation au Tour de France. Se disant « pas assez en forme » au lendemain d'une perte de temps sur les favorites de la course, elle ne prend pas le départ de la cinquième étape de l'épreuve. Après cette Vuelta, elle effectue une préparation de 2 mois pour le Tour de France Femmes ponctuée de deux stages en altitude, un en Espagne et un autre autour de Tignes ainsi qu'une perte de poids de 4 kg pour retrouver son poids de forme des Jeux olympiques de 2024.
La Française se signale dès la première étape de ce Tour de France en attaquant dans le final de la première étape, l'ascension de la côte de Cadoudal. Distançant un temps toutes ses adversaires, elle est reprise dans les derniers mètres par deux coureuses dont sa coéquipière Marianne Vos qui s'impose. Elle figure dans les protagonistes du classement général lorsqu'arrivent les deux dernières étapes disputées en haute montagne. Le 2 août, elle remporte l'étape reine après avoir distancé toutes ses adversaires à huit kilomètres du sommet du col de la Madeleine en haut duquel elle s'impose. Elle devance ce jour-là Sarah Gigante d'1 minute 45 secondes, Demi Vollering et Katarzyna Niewiadoma de plus de trois minutes. Le lendemain, un temps lâchée en début d'étape à la suite d'une cassure, la coureuse française distance ses adversaires à six kilomètres de l'arrivée et remporte l'étape en solitaire et donc le classement général. Elle devient par la même occasion la première Française sacrée depuis Jeannie Longo en 1989,.

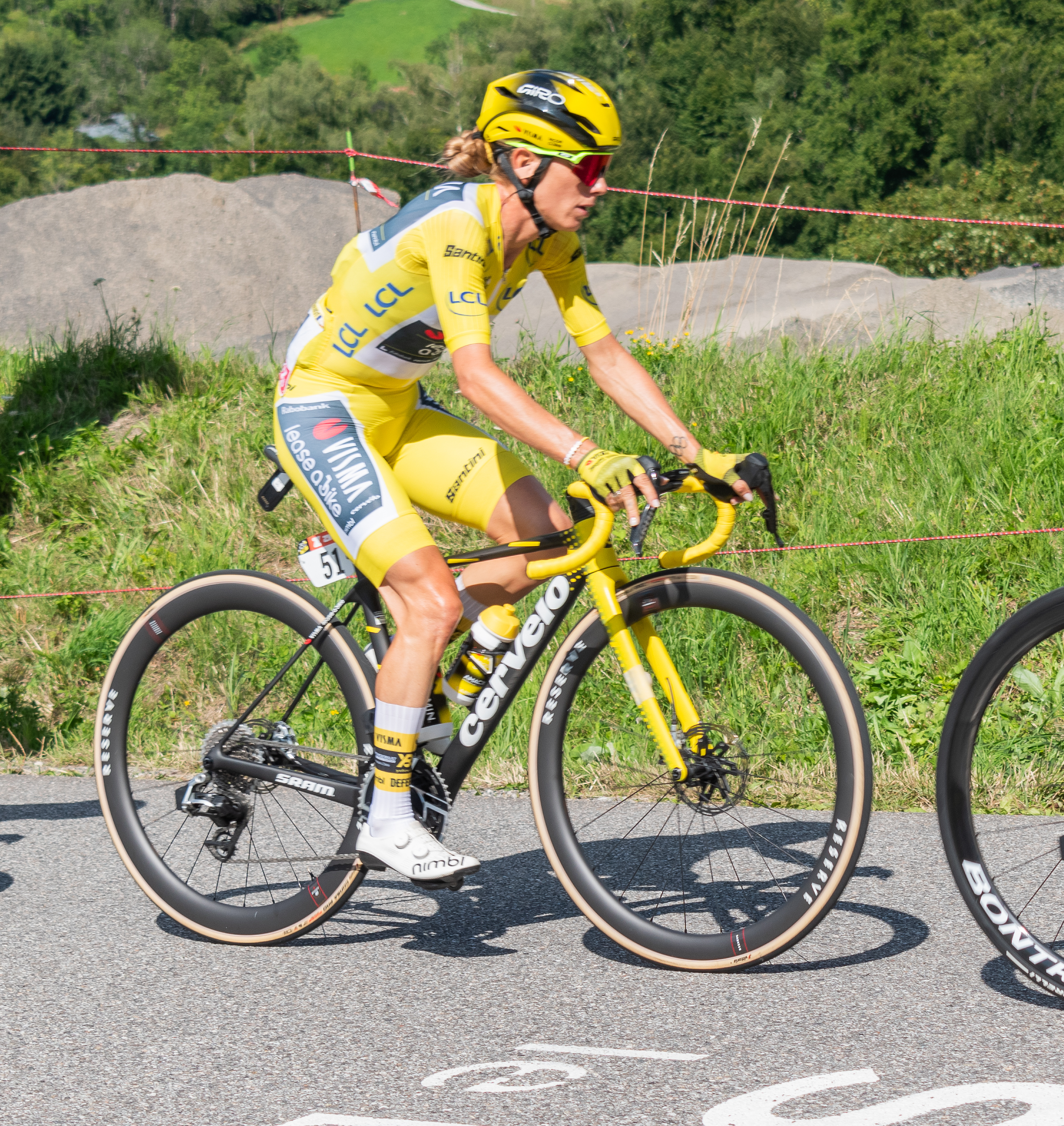
Pauline Ferrand-Prévôt durant la 9e et dernière étape du Tour de France Femmes 2025.

Elle décide de ne pas participer aux championnats du monde disputés au Rwanda à la fin du mois de septembre mais vise une semaine plus tard les championnats d'Europe disputés en France. Elle annonce aussi son objectif de gagner le Tour de France 2026.

### Vie privée
Pauline Ferrand-Prévot grandit dans une famille de coureurs amateurs à Reims où son beau-père Daniel Dubau tient un magasin de cycles et sa mère, Sylviane, gère une école de cyclisme à laquelle Pauline et sa petite sœur Axelle sont inscrites dès le plus jeune âge,.
Son frère aîné Evan a été coureur en DN1 de 2011 à 2014. Son oncle Ludovic Dubau est champion de France de cross-country en 1994. Sa demi-sœur Axelle Dubau-Prévot est dans l'équipe cycliste féminine Experza-Footlogix en 2018. Son cousin Lucas Dubau a pris la troisième place au championnat de France de cyclo-cross espoirs en 2016 et son jumeau Joshua Dubau remporte la coupe de France de cyclo-cross espoirs 2015.
Elle a été la compagne de Vincent Luis, triathlète professionnel, entre 2012 et 2015,. En avril 2016, le journal L'Équipe révèle qu'elle est en couple avec Julien Absalon, double champion olympique de VTT. Elle est alors licenciée au club vosgien "L'Union Cycliste Romarimontaine" de Remiremont.
Elle annonce en septembre 2021 sa rupture Julien Absalon.
Elle indique en février 2023 être en couple avec le coureur sur route néerlandais Dylan van Baarle. Le couple réside à Monaco.

## Palmarès sur route

### Par année
- 2005
  -  Championne de France sur route minimes-cadettes[136],[137]
- 2006
  - 2e du championnat de France sur route minimes-cadettes[138]
- 2007
  -  Championne de France sur route minimes-cadettes[136]
- 2008
  - 2e du championnat de France sur route minimes-cadettes[139]
- 2009
  -  Championne d'Europe du contre-la-montre juniors
  -  Championne de France sur route juniors
  -  Championne de France du contre-la-montre juniors
  - Chrono des Nations juniors
  -  Médaillée d'argent au championnat du monde sur route juniors
  -  Médaillée d'argent au championnat du monde du contre-la-montre juniors
  -  Médaillée de bronze au championnat d'Europe sur route juniors
- 2010
  -  Championne du monde sur route juniors
  -  Championne de France sur route juniors
  -  Championne de France du contre-la-montre juniors
  - Coupe de France juniors
  - Prix de la Ville de Pujols
  - 4e étape du Circuit de Borsele juniors
  -  Médaillée d'argent au championnat du monde du contre-la-montre juniors
  -  Médaillée d'argent au championnat d'Europe sur route juniors
  -  Médaillée d'argent au championnat d'Europe du contre-la-montre juniors
  - 3e du Circuit de Borsele juniors
- 2011
  - Prix des communes de Nogent-l'Abbesse :
    - Classement général
    - 2e étape

  - 2e du championnat de France du contre-la-montre espoirs
  - 3e du championnat de France sur route espoirs
  - 7e de la Flèche wallonne féminine
  - 9e du Trofeo Alfredo Binda-Comune di Cittiglio
- 2012
  -  Championne de France du contre-la-montre
  -  Championne de France du contre-la-montre espoirs
  - 2e de l'Omloop van het Hageland
  - 7e du Trofeo Alfredo Binda-Comune di Cittiglio
  - 8e de la course en ligne des Jeux olympiques
  - 10e du Tour de Drenthe
- 2013
  -  Championne de France du contre-la-montre
  -  Championne de France du contre-la-montre espoirs
  -  Médaillée d'argent au championnat du monde du contre-la-montre par équipes
  - 3e de Dwars door de Westhoek
- 2014
  -  Championne du monde sur route
  -  Championne de France sur route
  -  Championne de France du contre-la-montre
  -  Championne de France sur route espoirs
  -  Championne de France du contre-la-montre espoirs
  - Flèche wallonne
  - Emakumeen Euskal Bira :
    - Classement général
    - 1re et 3e étapes

  - 2e du Tour d'Italie
  - 3e du Grand Prix de Plouay
  - 5e du Trofeo Alfredo Binda-Comune di Cittiglio
- 2015
  -  Championne de France sur route
  - 5e étape du Tour d'Italie
  - 2e du Trofeo Alfredo Binda-Comune di Cittiglio
  - 3e du championnat de France du contre-la-montre
  - 3e du Grand Prix de Plouay
  - 6e du Championnat du monde sur route
  - 6e du Tour d'Italie
  - 7e du Tour des Flandres
  - 8e de la Flèche wallonne
- 2016
  - 8e du Tour des Flandres
- 2017
  - 2e du Grand Prix de Plouay
  - 8e de l'Amstel Gold Race
- 2018
  - 6e du Trofeo Alfredo Binda
  - 7e de Liège-Bastogne-Liège
  - 9e du Women's Tour
- 2025
  - Paris-Roubaix
  - Tour de France :
    -  Classement général
    - 8e et 9e étapes

  - 2e du Tour des Flandres
  - 3e des Strade Bianche

### Classements mondiaux
| Année                                 | 2011 | 2012 | 2013 | 2014 | 2015 | 2016 | 2017 | 2018 | 2019 | 2020 | 2021 |
| ------------------------------------- | ---- | ---- | ---- | ---- | ---- | ---- | ---- | ---- | ---- | ---- | ---- |
| Classement UCI                        | 55e  | 37e  | 37e  | 8e   | 18e  | 123e | 49e  | 96e  | nc   | nc   | 758e |
| Coupe du monde                        | 30e  | 13e  | 52e  | 6e   | 6e   |      |      |      |      |      |      |
| UCI World Tour                        |      |      |      |      |      | 69e  | 38e  | 48e  | nc   | nc   | nc   |
|                                       |      |      |      |      |      |      |      |      |      |      |      |
| Légende : nc = non classéSource : UCI |      |      |      |      |      |      |      |      |      |      |      |

### Grands tours

#### Tour de France
1 participation

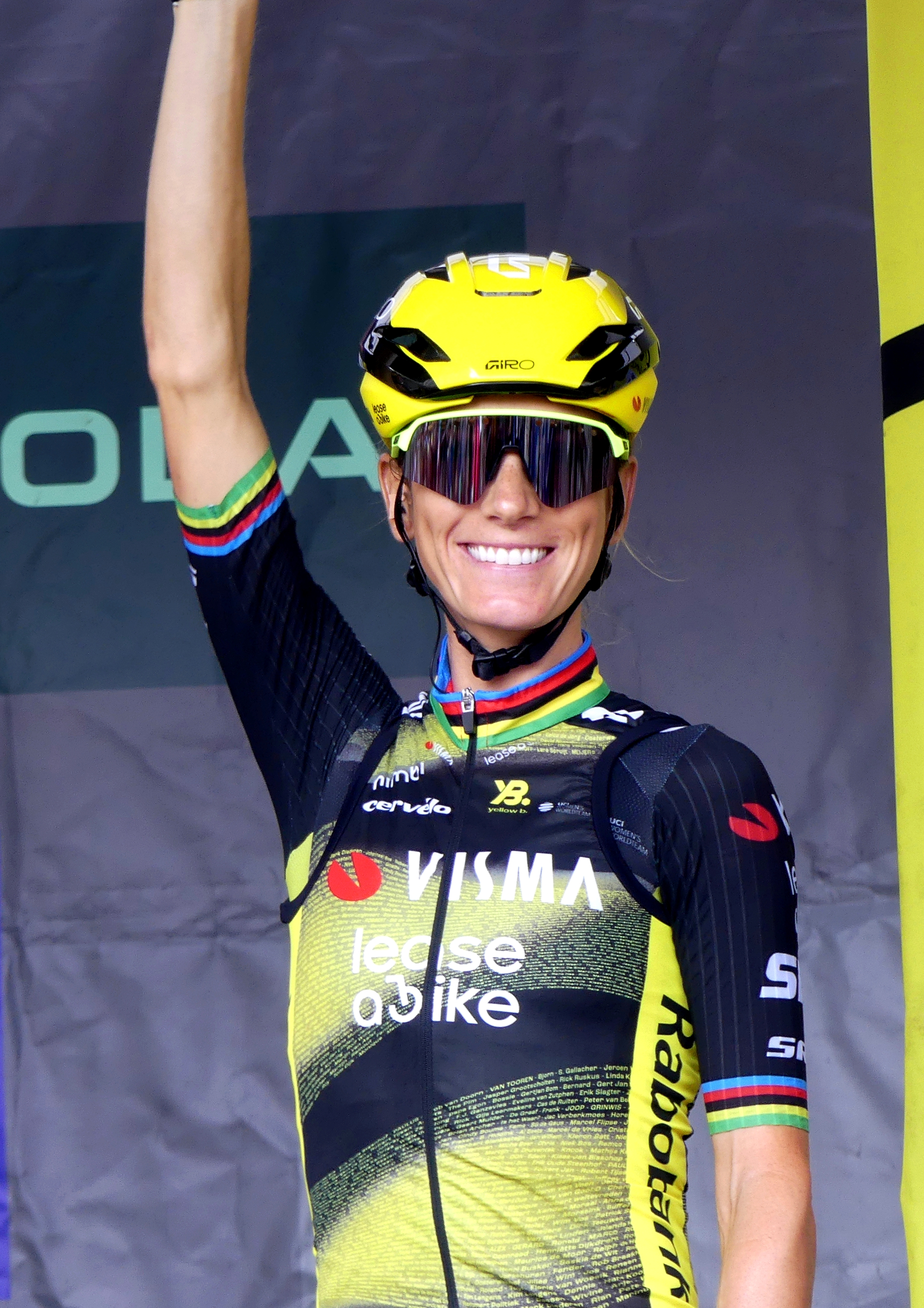
Ferrand-Prévot au départ de la 8e étape du Tour de France 2025.

- 2025 :  Vainqueure du classement général, vainqueure des 8e et 9e étapes,  maillot jaune pendant 2 jours

#### Tour d'Italie
3 participations
- 2013 : 28e[140].
- 2014 : 2e,  gagnante du classement de la meilleure jeune.
- 2015 : 6e, vainqueure de la 5e étape.

#### Tour d'Espagne
1 participation
- 2025 : non-partante (5e étape).

## Palmarès en VTT

### Jeux olympiques
| Édition / Épreuve | Cross-country |
| Londres 2012      | 26e           |
| Rio 2016          | Abandon       |
| Tokyo 2020        | 10e           |
| Paris 2024        | Or            |

### Championnats du monde
| Édition / Épreuve                  | Cross-country | Cross-country marathon | Relais mixte | Cross-country short-track |
| Canberra 2009 (juniors)            | Or            |                        |              |                           |
| Beaupré 2010 (juniors)             | Or            |                        |              |                           |
| Champéry 2011 (espoirs)            | Bronze        |                        |              |                           |
| Pietermaritzburg 2013 (espoirs)    | Argent        |                        |              |                           |
| Lillehammer-Hafjell 2014 (espoirs) | 8e            |                        | Or           |                           |
| Vallnord 2015                      | Or            |                        | Or           |                           |
| Nové Město 2016                    | 16e           |                        | Or           |                           |
| Cairns 2017                        | Bronze        |                        | Bronze       |                           |
| Lenzerheide 2018                   | Abandon       |                        | 5e           |                           |
| Mont-Sainte-Anne/Grächen 2019      | Or            | Or                     | Bronze       |                           |
| Leogang 2020                       | Or            |                        |              |                           |
| Val di Sole 2021                   | 6e            |                        |              | Bronze                    |
| Les Gets/Haderslev 2022            | Or            | Or                     |              | Or                        |
| Glentress Forest 2023              | Or            |                        |              | Or                        |
| Pal Arinsal 2024                   | 14e           |                        |              | Argent                    |

### Coupe du monde

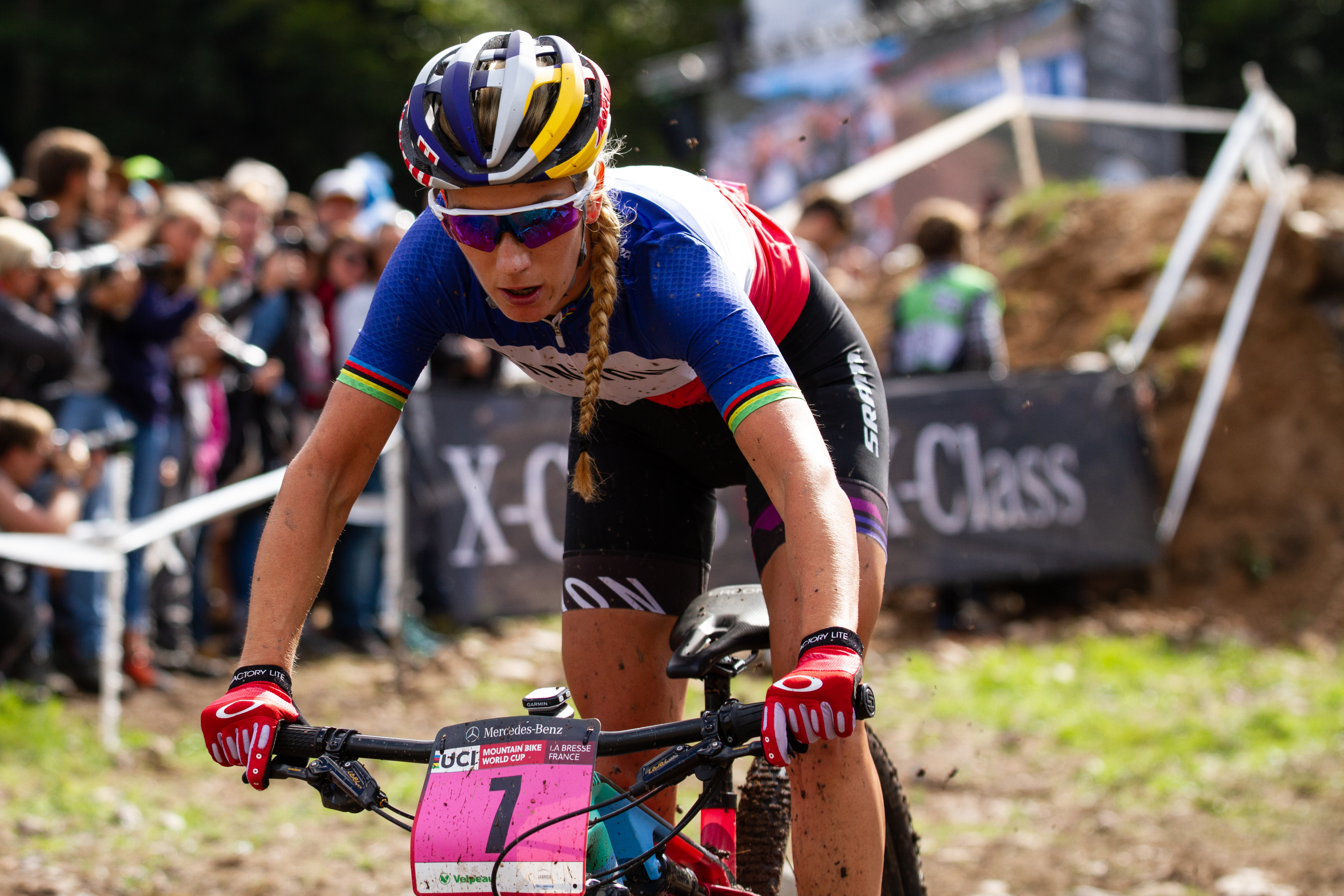
Pauline Ferrand-Prévot lors de la finale de la coupe du monde à La Bresse en 2018.

- Coupe du monde de cross-country juniors

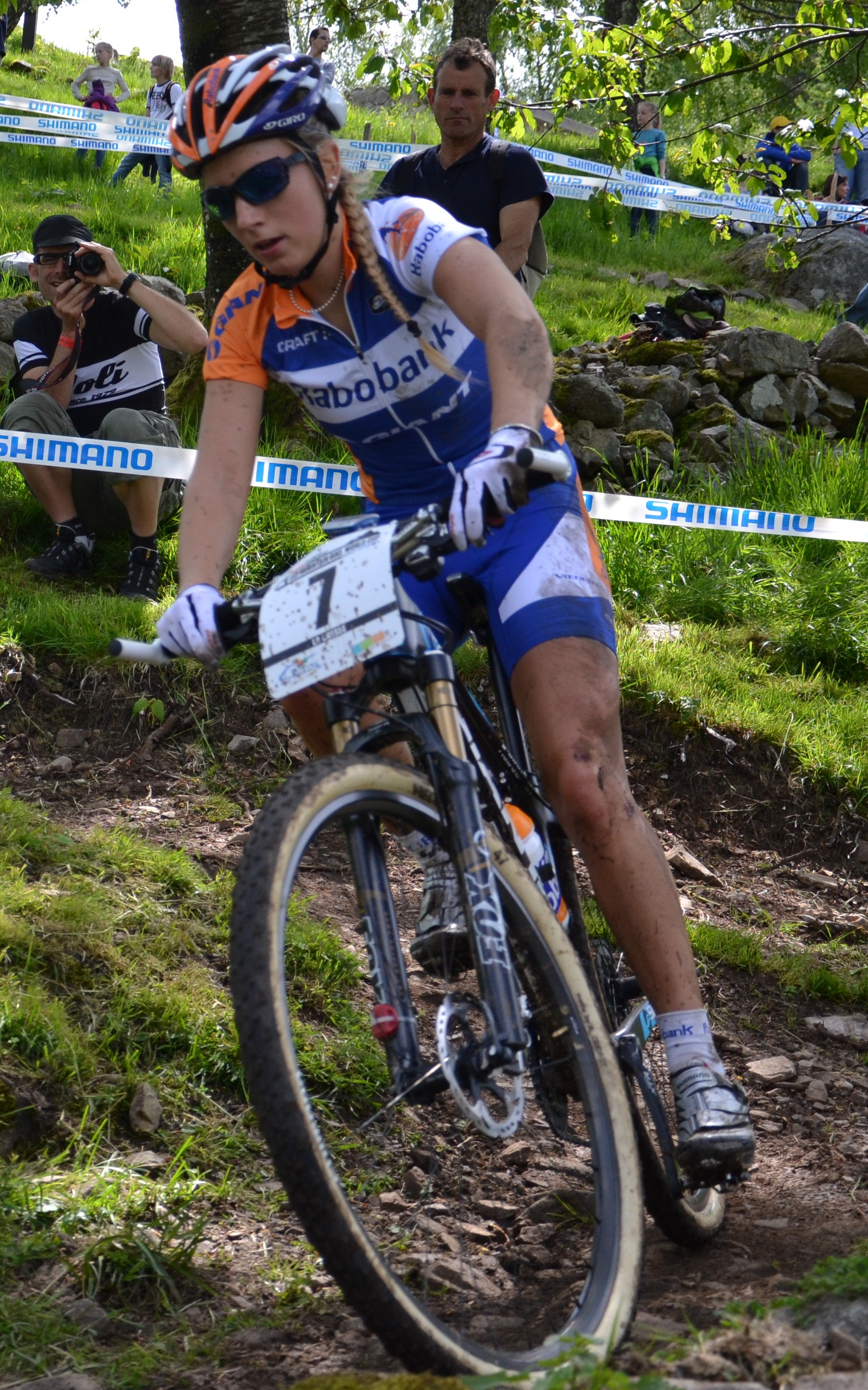
Pauline Ferrand-Prévot lors de la 4e manche de la coupe du monde de VTT 2012.

  - 2010 : vainqueure d'une manche

- Coupe du monde de cross-country espoirs (1)
  - 2011 : 1re du classement général, vainqueure de quatre manches

- Coupe du monde de cross-country 
  - 2012 : 20e du classement général
  - 2013 : 35e du classement général
  - 2014 : 10e du classement général, vainqueure de deux manches
  - 2015 : 9e du classement général, vainqueure d'une manche
  - 2016 : 70e du classement général
  - 2017 : 17e du classement général
  - 2018 : 7e du classement général
  - 2019 : 3e du classement général, vainqueure de deux manches et d'une course short track
  - 2020 : pas de classement général[141], vainqueure d'une manche
  - 2021 : 7e du classement général, vainqueure de deux courses short track
  - 2022 : 11e du classement général, vainqueure d'une manche
  - 2023 : 8e du classement général
  - 2024 : 25e du classement général, vainqueure de deux manches

- Coupe du monde de cross-country short track
  - 2022 : 7e du classement général, vainqueure de deux manches
  - 2023 : 7e du classement général, vainqueure d'une manche
  - 2024 : 28e du classement général

- Coupe du monde de cross-country eliminator
  - 2013 : 16e du classement général

### Championnats d'Europe
- Zoetermeer 2009

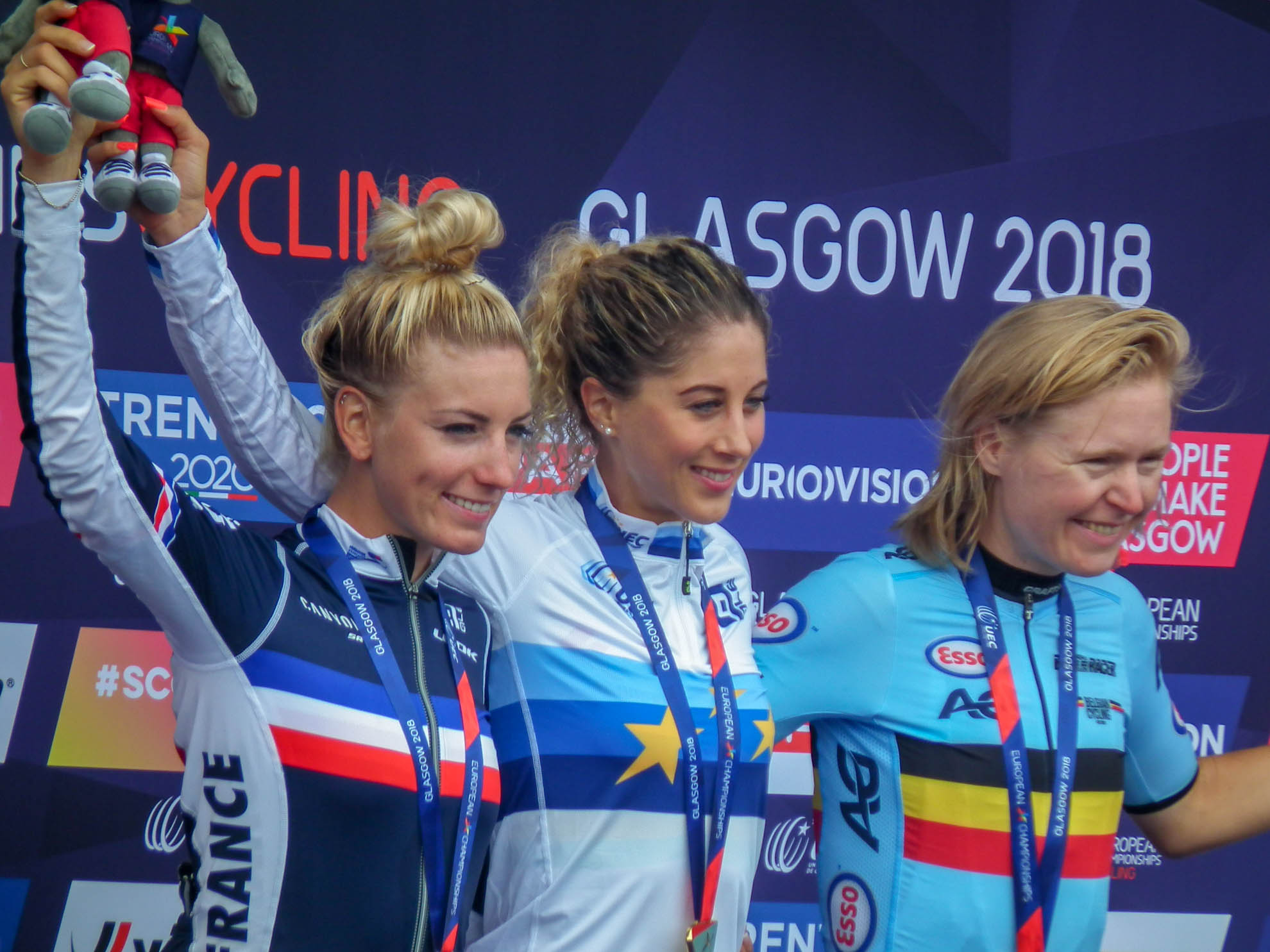
Podium du championnat d'Europe de cross-country 2018.

  -  Championne d'Europe de cross-country juniors
- Saint-Wendel 2014
  -  Championne d'Europe de cross-country espoirs
- Glasgow 2018
  -  Médaillée d'argent du cross-country
- Monte Tamaro 2020
  -  Championne d'Europe de cross-country
- Novi Sad 2021
  -  Championne d'Europe de cross-country
- Munich 2022
  -  Médaillée d'argent du cross-country
- Cheile Grădiștei 2024
  -  Championne d'Europe de cross-country short-track

### Championnats de France
- 2007
  -  Championne de France de cross-country cadettes[142]
- 2008
  -  Championne de France de cross-country cadettes[143]
- 2009
  - 3e du cross-country juniors[144]
- 2012
  -  Championne de France de cross-country espoirs
- 2013
  -  Championne de France de cross-country espoirs
  - 2e du cross-country
  - 2e du cross-country eliminator
- 2014
  -  Championne de France de cross-country
  -  Championne de France de cross-country espoirs
- 2015
  -  Championne de France de cross-country
- 2016
  -  Championne de France de cross-country
- 2017
  -  Championne de France de cross-country
- 2018
  -  Championne de France de cross-country
- 2019
  -  Championne de France de cross-country
  -  Championne de France de VTTAE cross-country
- 2020
  - 3e du cross-country
  - 3e du cross-country marathon
- 2021
  - 2e du cross-country
- 2022
  -  Championne de France de short-track
  - 2e du cross-country
  - 2e du cross-country marathon

## Palmarès en gravel
- 2022
  -  Championne du monde de gravel

## Palmarès en cyclo-cross
- 2009-2010
  - 3e du championnat de France de cyclo-cross
  - 8e du championnat du monde de cyclo-cross
- 2010-2011
  - 2e du championnat de France de cyclo-cross
  - 8e du championnat du monde de cyclo-cross
  - 10e du championnat d'Europe de cyclo-cross
- 2011-2012
  - vainqueure du Challenge la France cycliste de cyclo-cross :
    - Challenge la France cycliste de cyclo-cross #2, Rodez

  - 2e du championnat de France de cyclo-cross
  -  Médaillée de bronze du championnat d'Europe de cyclo-cross
- 2012-2013
  - Challenge la France cycliste de cyclo-cross #3, Pontchâteau
  - 2e du championnat de France de cyclo-cross
- 2013-2014
  -  Championne de France de cyclo-cross
  - Challenge la France cycliste de cyclo-cross #3, Flamanville
- 2014-2015
  -  Championne du monde de cyclo cross
  -  Championne de France de cyclo-cross
  - Coupe de France La France Cycliste #3, Lanarvily
- 2017-2018
  -  Championne de France de cyclo-cross
  - Druivencross, Overijse
- 2022-2023
  - 7e du championnat d'Europe de cyclo-cross

## Distinctions

### Décorations
Chevalier de la Légion d'honneur (décret du 23 septembre 2024)

### Récompenses
- 2014[47], 2015 et 2020[146] : Championne des championnes française par le journal L'Équipe
- 2022 : Vélo d'or français par le mensuel Vélo Magazine
- 2023 et 2024[147] : trophée Daniel Morelon par le mensuel Vélo Magazine